# اگنس مونیکا
اگنس مونیکا (زادهٔ ۱ ژوئیه ۱۹۸۶ در جاکارتا)، با نام هنری اگنز مو، خواننده و بازیگر اندونزیایی است. او فعالیت در صنعت سرگرمی را در سن شش سالگی و به عنوان خواننده خردسال آغاز کرد. او سه آلبوم کودکانه ضبط کرد و مجری چند برنامه کودکان شد. وی در نوجوانی بازیگری را آغاز کرد و تا کنون ۷ آلبوم استدیویی منتشر و در مجموعه‌های تلویزیونی مختلفی ایفای نقش کرده‌ است. اگنس از سال ۲۰۱۰ تا ۲۰۱۲ داور ایندونزین آیدل بوده است.